# Habenaria praetermissa
Habenaria praetermissa är en orkidéart som beskrevs av Gunnar Seidenfaden. Habenaria praetermissa ingår i släktet Habenaria och familjen orkidéer.
Artens utbredningsområde är Vietnam. Inga underarter finns listade i Catalogue of Life.